# Quivilla (distrito)
O Distrito peruano de Quivilla é um dos nove distritos que formam a Província de Dos de Mayo, situada no Departamento de Huánuco, pertencente a Região Huánuco, na zona central do Peru.

## Transporte
O distrito de Quivilla é servido pela seguinte rodovia:
- HU-101, que liga a cidade de Pachas ao distrito de Tantamayo[1][2][3]